# Sigrid Kaag
Sigrid Agnes Maria Kaag (Rijswijk, 2 de novembre del 1961) és una política i exdiplomàtica neerlandesa. Des del 26 d'octubre del 2017 és ministra de Comerç Exterior i Cooperació al Desenvolupament al govern Rutte III. Entre el 13 de febrer del 2018 i el 7 de març del 2018 va ser ministra d'Afers Exteriors en funcions. Abans havia estat sotssecretària general de les Nacions Unides. El 4 de setembre va ser elegida cap de llista del partit Demòcrates 66 per a les eleccions legislatives neerlandeses de 2021.
Entre el 1990 i 1993 va ser funcionària al Ministeri dels Afers Exteriors i entre el 1994 i el 1997 va treballar com a empleada de Nacions Unides per Agència de les Nacions Unides per als Refugiats de Palestina al Pròxim Orient (UNWRA) a Jerusalem. Va ser directora de l'Organització Internacional per la Migració a Ginebra. El 2004 va ser nomenada consellera sènior de les Nacions Unides per a Khartoum a Nairobi. El 2005 va començar a treballar per a UNICEF, on va ser directora regional per a l'Orient Pròxim i Àfrica del Nord. El maig del 2010 va ser nomenada secretària general adjunta del Programa de les Nacions Unides per al Desenvolupament (PNUD).
Com a sotssecretària general, entre l'octubre del 2013 i el setembre del 2014, va liderar la missió de desarmament que va resultar en l'eliminació d'armes químiques a Síria. Aquesta missió de desarmament va ser una col·laboració entre les Nacions Unides i la Convenció sobre Armes Químiques (OPCW). Des del desembre del 2014 fins que va esdevenir ministra va ser coordinadora especial de les Nacions Unides al Líban (UNSCOL).